# Gelcoat

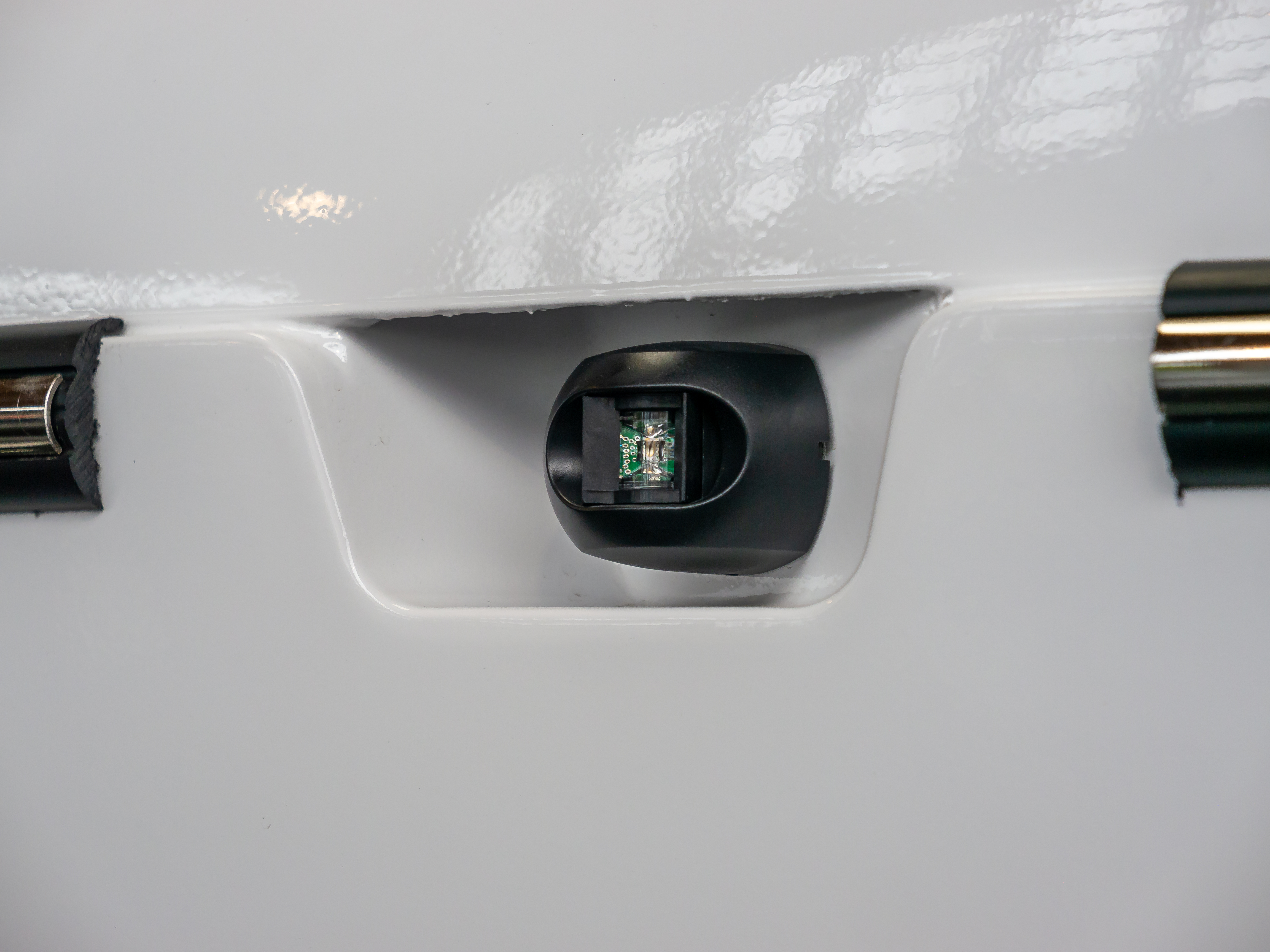
Gelcoat auf einem Carbon-Bootsrumpf

Als Gelcoat wird ein Hartlack bezeichnet, der als Schutzschicht auf Formteilen aus faserverstärkten Kunststoffen (z. B.: GFK, CFK, AFK …) aufgetragen wird. Der Gelcoat versiegelt das Bauteil gegen Feuchtigkeit (Hydrolyse) und schützt vor UV-Strahlung sowie Druckschäden.

## Zusammensetzung
Das Gelcoat besteht aus mit Kieselsäure angedicktem Kunstharz, meist  ungesättigtem Polyester (UP) oder Epoxidharz, ohne Glasfasern. Durch die Kieselsäure wird die Oberfläche abriebfester als das unbeschichtete Faserverbund-Formteil.
Häufig ist es durchgängig eingefärbt, um spätere Lackschäden weniger auffällig zu machen.

## Anwendungsverfahren

### Von außen nach innen
Das Gelcoat wird direkt auf die Trennschicht, mit der die Negativform behandelt wurde, aufgetragen. Dies kann entweder mit einem Pinsel oder Roller, oder aber mit der Spritzpistole geschehen.
Nachdem die Gelcoat-Schicht in der Form ausgehärtet ist, wird mit der eigentlichen Herstellung des Formteils durch schichtweises Einlegen der Glasfasermatten oder -gewebe und dem nachfolgenden Durchtränken mit Kunstharz begonnen.

### Von innen nach außen
Bei Rennyachten werden auf den vorbereiteten GFK-Rumpf in der Regel mehrere Schichten Gelcoat aufgetragen.
Für die letzten Schichten können schleiffähige, transparente Gelcoats verwendet werden, für eine hochwertig aussehende Lackoberfläche.
Zur Oberflächenveredelung wird das Harz oft mit Kobalt angereichert. Dadurch ergeben sich bessere Schleifeigenschaften, mit denen eine glattere Oberfläche und damit höhere Geschwindigkeiten erreichbar sind.
Solche Oberflächen sieht man zum Beispiel bei den Booten des America’s Cup.

## Eigenschaften
Die verschiedenen Baustoffe (der Rumpf ist aus GFK, das Gelcoat ist ein Kunstharz) verbinden sich zu einem – festigkeitstechnisch betrachtet – fast vollständig homogenen Werkstoff, der nach der ersten Schicht Gelcoat sauber verschliffen wird. Durch das Auftragen weiterer Schichten, die jeweils 0,5 bis 0,8 mm dick sind und nicht mehr geschliffen werden müssen, entsteht eine zwischen 1 und 3 mm dicke Schutzschicht, die neben dem Geschwindigkeitsaspekt vor allem einen hervorragenden Schutz gegen Osmoseschäden bietet.

## Anwendung
Die Verwendung von Gelcoat bürgerte sich im Yachtbau mit dem Aufkommen der GFK-Bauweise ein, die leichtere und schnellere Boote zur Folge hatte, bei denen zunehmend mehr Feinoptimierungen nötig wurden, die zu besseren Gleiteigenschaften und höheren Geschwindigkeiten führten. Auch bei Flugzeugen und Kraftfahrzeugen mit GFK-Karosserie wird eine Gelcoat-Oberflächenveredelung zunehmend verwendet.

## Ökologische Aspekte
Ebenso wie bei GFK ist beim heutigen Stand der Technik kein Recycling der auspolymerisierten Harz-Härter-Mischungen möglich. Auspolymerisierte Abfälle sind als Hausmüll eingestuft.